# Skałka (Krzczonów)
Skałka – część wsi Krzczonów w Polsce,  położona województwie lubelskim, w powiecie lubelskim, w gminie Krzczonów.
W latach 1975–1998 Skałka administracyjnie należała do ówczesnego województwa lubelskiego.
Miejscowość stanowi sołectwo Krzczonów Skałka gminy Krzczonów.